# Haa Dhaalu

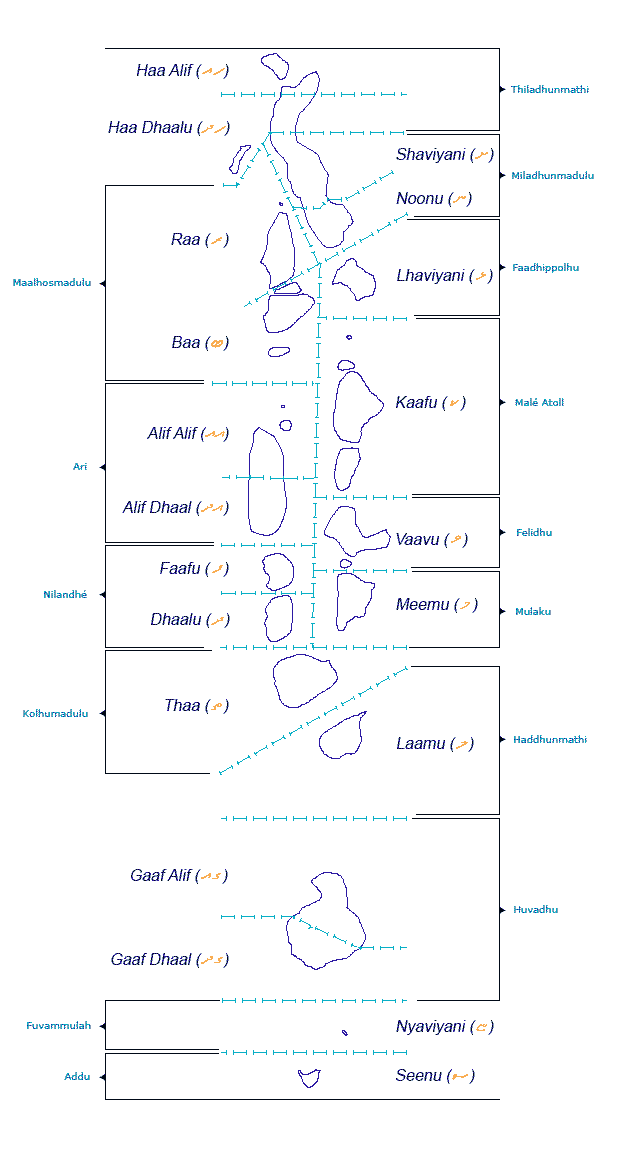
Podział administracyjny Malediwów

Haa Dhaalu – atol administracyjny, jedna z 21 jednostek administracyjnych Malediwów. Oficjalna nazwa to: Thiladhunmathi Dhekunuburi.

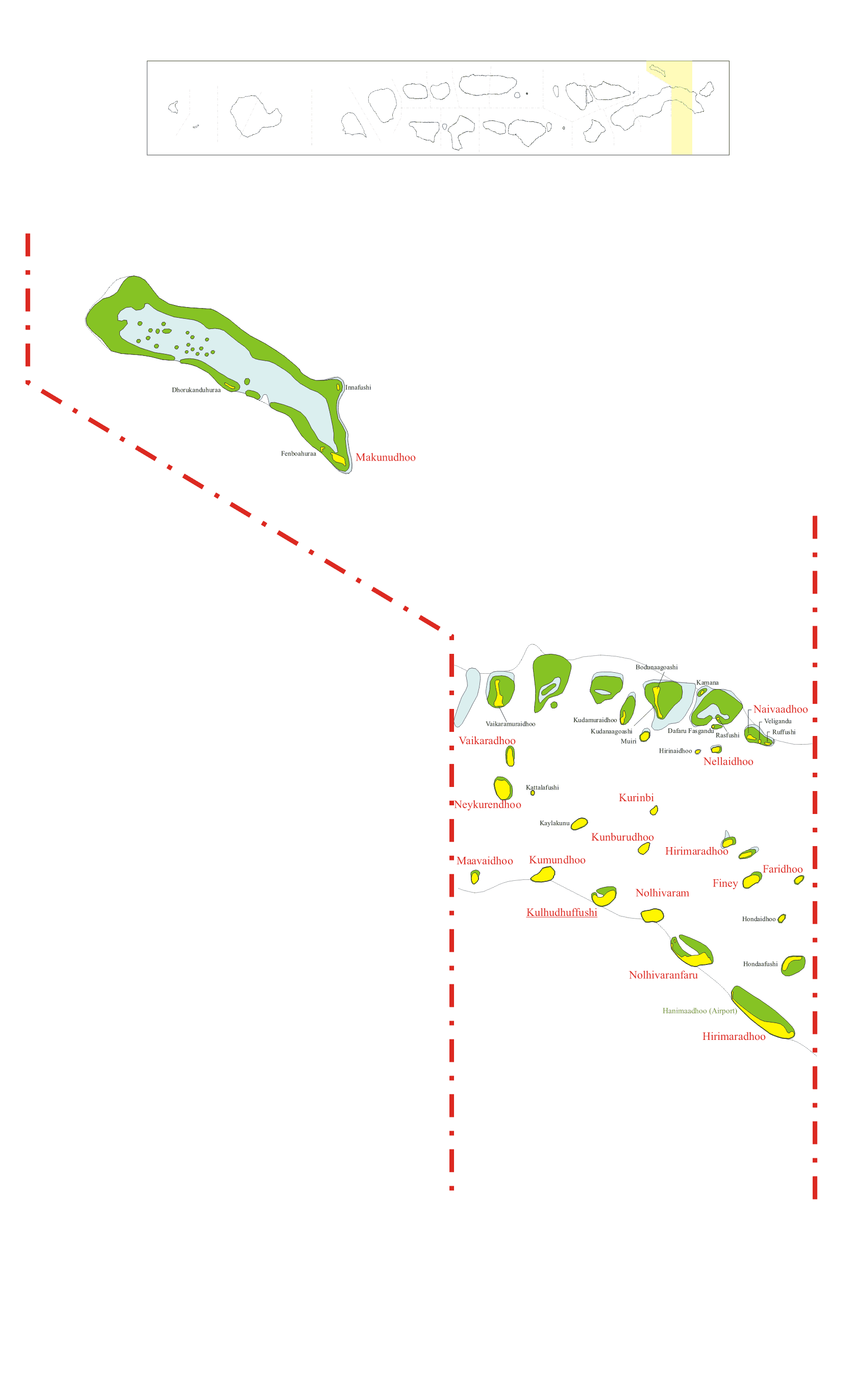
Haa Dhaalu

Obejmuje swym terytorium atol Makunudhoo i południową część atolu Thiladhunmathi, a jego stolicą jest Kulhudhuffushi. W 2006 zamieszkiwało tutaj 16 237 osób.